# Călătoriile lui Pin-Pin
Călătoriile lui Pin-Pin este un film de animație românesc din 1990, regizat de Luminița Cazacu, pe baza unor episoade dintr-un serial de animație omonim, care a fost realizat în a doua jumătate a anilor 1980 (mai precis în perioada 1986–1989).
Lungmetrajul, care este un musical despre lumea circului, prezintă călătoria pinguinului dansator Pin-Pin, provenit de la un circ, către Polul Sud, în căutarea unor parteneri de spectacol. Pin-Pin călătorește pe mai multe meleaguri și trece prin numeroase aventuri, dar reușește în cele din urmă să-și găsească noi parteneri și se întoarce acasă pentru a face împreună cu ei un spectacol nou de muzică și dans.
Călătoriile lui Pin-Pin este considerat primul lungmetraj de desen animat cu temă muzicală realizat de studioul „Animafilm”. Criticii epocii au evidențiat în cronicile lor farmecul personajului, umorul de bună calitate și aspectul educativ al poveștii.

## Rezumat
Copiii urmăresc captivați mișcările unui pinguin la Delfinariul din Constanța, iar pe măsură ce copiii aplaudă pinguinul real se transformă într-un pinguin desenat, îmbrăcat în redingotă și purtând un joben roșu și papion cu picățele. Pinguinul acrobat Pin-Pin, care fusese luat de la Polul Sud și adus într-un circ, fusese dresat să cânte, să danseze și să facă diverse giumbușlucuri pentru a-i distra pe copii. Dansul său pe patine și jongleriile sale cuceresc publicul spectator, care-l îndrăgește și-i cere adesea un bis. Vulpea, o colegă de spectacol, este însă invidioasă pe succesul lui și îi strică permanent numărul, râvnind la poziția de vedetă. Supărat din acest motiv, Pin-Pin încearcă zadarnic să realizeze un număr original de circ, împreună cu ceilalți membri ai trupei, deoarece aceștia nu înțelegeau ce trebuie să facă și nu-și puteau potrivi pașii de dans cu el.
Urmând sfatul clovnului, pinguinul acrobat își ia rămas-bun de la copii și pornește de unul singur într-o călătorie prin lumea întreagă pentru a-și găsi un partener de spectacol. Pin-Pin călătorește la început cu balonul, dar o furtună adusă de un nor negru îl aruncă din balon și îl face să aterizeze într-o pădure. Acolo el salvează un ursuleț, care căzuse între stânci în timp ce căuta zmeură, de atacurile unui vultur pleșuv, iar animalele pădurii îi construiesc, ca mulțumire, un deltaplan cu care să-și poată continua călătoria. Deltaplanul aterizează într-un deșert, unde Pin-Pin suferă de pe urma căldurii și experimentează mirajul. După ce străbate pe jos o porțiunde de deșert, pinguinul reușește să salveze un copil de beduini de un șarpe care-l ataca și ajunge într-o oază, unde își face mulți prieteni care-i împrumută o cămilă. Întinderile de nisip se sfârșesc, iar Pin-Pin ajunge în savană și nimerește în mijlocul unor zebre care erau vânate de un leu. Cu ajutorul unei girafe, a unor papagali, a unor maimuțici și, involuntar, chiar al unui șarpe, el reușește să oprească fiorosul prădător.
Călătoria lui Pin-Pin continuă pe spatele unui elefant până pe malul unui râu, unde cei doi se despart, iar pinguinul își construiește o plută și se lasă purtat pe cursul apei. Pin-Pin ajunge astfel în junglă, unde salvează o maimuțică atacată de doi crocodili, pe care îi învinge apoi cu ajutorul trucurilor învățate la circ. Râul se varsă în cele din urmă în ocean, iar Pin-Pin se simte singur deoarece îi este dor de copiii cu care se împrietenise la circ. Curând i se alătură doi delfini, care acceptă să tragă pluta, până când aceasta se lovește de ceva negru, pe care pinguinul îl consideră inițial a fi o insulă, dar care se dovedește în final a fi spatele unei balene. Pe apele oceanului apar curând primele ghețuri, iar Pin-Pin sare pe o banchiză și salvează un pui de focă pierdut de părinți, apoi ajunge la un iglu, unde susține o reprezentație în fața unor copii de eschimoși, și observă acolo aurora boreală.
Eschimoșii îi pun la dispoziție o sanie trasă de reni, cu care pinguinul acrobat ajunge la pol. Pin-Pin îl întâlnește acolo pe vechiul său coleg de la circ, ursul polar Fram, care îl aduce într-o colonie de pinguini pentru a-și găsi un partener de spectacol. Pinguinii nu se grăbesc să-și părăsească regiunea natală pentru a deveni artiști, iar Pin-Pin își dă seama că nu-și găsise până atunci un partener pentru că nu-și dorea să împartă gloria scenei cu nimeni. El înțelege astfel că gloria de artist nu se împuținează, ci sporește, atunci când o împarți cu prieteni buni. Trei pui de pinguin decid totuși să i se alăture lui Pin-Pin, iar cei patru pornesc către destinație cu un vapor și își continuă apoi călătoria cu avionul. Colegii de la circ află de sosirea lor și se pregătesc să-i întâmpine. Cei patru pinguini susțin împreună un spectacol grandios de circ în fața copiilor, care îi întâmpină cu căldură, iar mai apoi Pin-Pin îi aduce, în mod miraculos, în arenă pe toți prietenii săi întâlniți pe meleagurile pe unde a călătorit.

## Distribuție (voci)
- Valeria Ogășanu — Pin-Pin, un pinguin de la circ[7]
- Virgil Ogășanu — elefantul de la circ / norul uriaș / vulturul / șarpele / un crocodil
- Anda Călugăreanu — vulpea, colega nesuferită și glumeață a lui Pin-Pin / maimuțica / foca mamă
- Ștefan Sileanu — leul / un alt crocodil / Fram, ursul polar
- Paula Rădulescu — copiii / iepurașii / porumbița / ursulețul polar Frim
- Florian Pittiș — clovnul circului (menționat Florian Pitiș)
- Alexandrina Halic
- Daniela Anencov
- Genoveva Preda
- Horațiu Mălăele — papagalii
- Mihai Niculescu
- Sanda Maria Ulmeni

## Producție

### Context
Regizoarea Luminița Cazacu (1940–2011), absolventă a Institutul de Arte Plastice „Nicolae Grigorescu” din București, a debutat în lumea filmului de animație cu Bună dimineața, poveste! (1970), care a fost premiată cu Leul de argint la Festivalul filmelor pentru copii de la Veneția (1971). În acel prim film, ea a dovedit, potrivit criticului Dinu-Ioan Nicula, sensibilitate feminină și mai ales „o adecvare a simțului cromatic la specificul basmului”, păstrându-și această pricepere și în filmele ei următoare.
După acest film, regizoarea a realizat filmele de animație Raliul morții (1971) și Cine a pierdut girafa? (1973), în care a experimentat așa-numita tehnică a „cartoanelor decupate”, și a lucrat apoi între anii 1976 și 1981 la serialul de animație Penelopa, o serie de scurtmetraje amuzante despre condiția femeii, realizate pe baza scenariului savuros al Sandei Faur. Personajul a devenit popular și a stat la baza unui număr mare de episoade, trezind interesul spectatorilor prin construcția sa și prin modul în care a fost conceput. Episoadele acestui serial au contribuit hotărâtor, conform istoricului de film Călin Căliman, la „desăvârșirea unei personalități regizorale complexe”. A urmat Baladă pentru mărgica albastră (1983), un film poetic de animație dedicat planetei Terra care folosea pentru primă oară elemente de animație pe calculator, însă cu rezultate artistice destul de modeste.

### Serialul
Regizoarea s-a specializat treptat în seriale și a realizat în a doua jumătate a anilor 1980 un serial de animație denumit Aventurile lui Pin-Pin, care era considerat de Călin Căliman drept „o mostră de profesionalism, de inspirat și imaginativ gând creator”, cu toate că personajele, inclusiv pinguinul Pin-Pin („un fel de Chilly-Willy cu aptitudini de cântăreț și dansator”), erau, în opinia lui Dinu Nicula, „nespectaculoase în sine”. Potrivit istoricului Călin Căliman, cineasta Luminița Cazacu a fost inspirată în acest proiect artistic de versurile cu Apolodor (un pinguin călător din Labrador) ale poetului Gellu Naum și a creat un personaj nou, denumit Pin-Pin.
Începerea acestui serial (denumit inițial Aventurile pinguinului Pin-Pin și destinat celor mai mici copii din categoria Șoimii patriei) a fost anunțată în numărul din 11 februarie 1986 al ziarului Informația Bucureștiului. Primul episod al serialului, intitulat „Reprezentația”, a fost difuzat în 1986 și a obținut premiul al II-lea la ediția din 1986 a concursului „Cupa de cristal” și Marele premiu pentru desene animate la ediția a III-a a Galei filmului românesc pentru copii de la Piatra Neamț, care a avut loc în octombrie 1986, ex-aequo cu episodul „Asediul” al serialului Cei trei muschetari al lui Victor Antonescu; el a stat la baza viitoarelor aventuri ale pinguinului Pin-Pin. Serialul era încă în lucru în februarie 1988, iar episodul 7, intitulat „La pol”, a fost realizat în august 1988. Realizarea serialului era recent încheiată în aprilie 1989, iar întregul serial a fost prezentat în cadrul „Zilelor filmului pentru pionieri și elevi”, care a avut loc în perioada 9–18 aprilie 1989, și apoi a fost proiectat în perioada septembrie–octombrie 1989 la Sala din Calea Victoriei a Teatrului Țăndărică din București, fiind difuzat și pe ecranele unor cinematografe din țară precum cinematograful Tineretului din Sibiu (în iunie 1990).
Serialul Aventurile lui Pin-Pin este alcătuit din 8 episoade: „Reprezentația” (1986), „Pădurea” (1986), „Savana” (1987), „Deșertul” (1988), „Jungla” (1988), „Oceanul” (1988), „La pol” (1988) și „Acasă” (1988), care au fost difuzate în premieră în perioada 1986–1989 și au fost distribuite inclusiv în străinătate. Episodul „Deșertul” a obținut premiul al III-lea la ediția din 1988 a concursului „Cupa de cristal”, iar episodul „Oceanul” a fost distins cu premiul Televiziunii Române în toamna aceluiași an. Vocea personajului Pin-Pin este interpretată de actrița Valeria Ogășanu.
Într-un articol publicat în noiembrie 1987 în revista Cinema, criticul de film Dana Duma, care lucra ca redactor al lungmetrajului, își exprima încrederea în succesul acestui film, afirmând următoarele: Luminița Cazacu „a reușit să aplice, cu pricepere, o formulă de mare popularitate, cea de muzical și a impus, de la prima apariție, un erou ce stîrnește atașamentul imediat. Pinguinul Pin Pin este un personaj cu toate șansele de acces la inima publicului de-o șchioapă. [...] El este generos și are acel aer de băiat cumsecade care l-a făcut pe Mickey Mouse prietenul multor generații de spectatori. Personajul este, fără doar și poate, «găsit». Pin Pin are gesturi de autentică prospețime și candoare, dar și o voce cuceritoare, împrumutată de Valeria Ogășanu care rostește comentariul cu spontaneitate și umor și cîntă cu farmec și siguranță. [...] Numerele cîntate și dansate sînt inserate cu abilitate și sporesc calitatea spectacolului cinematografic.”. Personajul a avut succes la public, ca urmare a farmecului personal ce rivaliza, în opinia jurnalistei Adina Darian, cu „celebrități de mult omologate”. Micii spectatori au aplaudat astfel, „la scenă deschisă”, aventurile pinguinului Pin-Pin.

### Lungmetrajul
Creatorii filmelor de animație românești au fost contaminați în acei ani, potrivit criticului Dinu-Ioan Nicula, de „patima lucrului pe bandă rulantă”, producând un număr mare de episoade care au fost transformate ulterior în lungmetraje. Transformarea serialelor de animație în lungmetraje era o practică obișnuită a studioului Animafilm în cursul anilor 1980 și urmărea distribuirea filmului în sălile de cinema pentru a obține încasări mai mari. Principala problemă a lungmetrajelor de acest tip a fost realizarea legăturilor între episoade pentru obținerea coeziunii și a continuității acțiunii, ceea ce aducea în dezbatere necesitatea construirii scenariului încă de la început și nu reconstrucția lui ulterioară prin intermediul unor artificii.
În mod similar serialelor de animație din anii 1980, succesul la public al personajului Pin-Pin a stat la baza alcătuirii unui film de lungmetraj, care a început să fie realizat la sfârșitul deceniului prin folosirea materialului scurtmetrajelor și a acumulat experiența specialiștilor vremii. Scenariul, regia și grafica au fost realizate de Luminița Cazacu, iar animația de Octavian Frecea, Liliana Rudeanu, Călin Giurgiu, Florea Petre, Mariana Mihail, Adrian Gheorghe și Mihai Șurubaru. Secvențele au fost filmate de Anca Barbu, montate de Ariana Roșca și sonorizate de George Copaci. Versurile cântecelor au fost scrise de poeta Constanța Buzea și puse pe muzică de compozitorul Ion Cristinoiu.
Activitatea de producție a lungmetrajului a început imediat după încheierea lucrului la episoadele serialului. Lungmetrajul, intitulat Călătoriile lui Pin-Pin, a fost vizionat în cursul zilei de 21 decembrie 1989 (chiar la ora ultimului discurs al lui Ceaușescu) de Mihai Dulea, vicepreședinte al Consiliului Culturii și Educației Socialiste, care a formulat atunci unele rezerve. Declanșarea Revoluției a determinat amânarea lansării filmului, iar, din acest motiv, Călătoriile lui Pin-Pin a putut fi vizionat pe ecranele românești abia la începutul anilor 1990.

## Primire
Călătoriile lui Pin-Pin a fost difuzat în premieră în anul 1990, rulând, printre altele, în noiembrie 1990 în cinematograful „Pitic” din Târgu Mureș și în decembrie 1990 în cinematograful „Modern” din Craiova. A fost prezentat, de asemenea, în perioada următoare în unele localități din Franța, unde a fost bine primit de copii, iar câțiva elevi de la școala din satul Saint-Paul-Trois-Châteaux (regiunea Auvergne-Ron-Alpi) au trimis revistei Cinema niște desene și povești inspirate de film. Premiera oficială a filmului a avut loc însă la 1 iunie 1991 (de Ziua Copilului), fiind precedată de anunțuri publicate în presă încă din ianuarie 1991. Călătoriile lui Pin-Pin a fost vizionat de 24.784 spectatori în cinematografele din România, după cum atestă o situație a numărului de spectatori înregistrat de filmele românești de la data premierei și până la data de 31 decembrie 2014 alcătuită de Centrul Național al Cinematografiei.
Criticii epocii au evidențiat în cronicile lor farmecul personajului, umorul de bună calitate și aspectul educativ al poveștii. Câțiva ani mai târziu, istoricul de film Călin Căliman a caracterizat Călătoriile lui Pin-Pin drept un „film-spectacol” și a scris în lucrarea de referință Istoria filmului românesc (1897–2000) că lungmetrajul cu Pin-Pin al Luminiței Cazacu este „o spirituală și fermecătoare feerie animată, cu un personaj îndrăgit de copii”. Profesoara americană Eleanor Cowen, care predă istoria și arta animației la University of North Carolina at Greensboro, considera că acest lungmetraj este „o poveste inocentă și fericită pentru copii” și preciza că realizarea sa în perioada premergătoare Revoluției Române dovedește că „bucuria și speranța pot coexista chiar și în vremurile cele mai tulburi”.

## Premii
Călătoriile lui Pin-Pin a obținut în anul 1990 Premiul Uniunii Cineaștilor din România (UCIN) pentru film de lung metraj de animație.